# Emirat de Katsina
L'emirat de Katsina fou un estat històric i avui dia emirat tradicional del nord de Nigèria, a l'estat de Katsina. La capital és la ciutat de Katsina.

## Història
Segons la tradició va ser un dels set regnes hausses Bakwai (Els set veritables estats hausses); hauria estat fundada al segle X o XI. L'islam s'hi va introduir en la dècada de 1450, i Muhammad Korau (que va regnar cap a finals del segle XV) va ser el primer rei musulmà de Katsina. Durant el seu regnat les caravanes de camells van creuar el Sàhara des de Ghudāmis (Ghadames), Trípoli, Tunísia fins al sud de Katsina i van portar prosperitat a un estat que va quedar atrapat en la rivalitat entre els grans imperis de l'Àfrica Occidental: Songhai (Gao) i Bornu. El 1513 Katsina va ser conquerida per Songhai.
Les muralles originals al voltant de la ciutat de Katsina, la capital del regne, es van construir a la meitat del segle xvi. El 1554 Katsina va derrotar les forces de Songhai i, el 1570, a les de Kano, el seu principal rival en el comerç transsaharià. Després els exèrcits marroquins van derrotar a Songhai el 1591, i Katsina va caure sota influència de Bornu, del que a finals del segle xviii era un estat tributari. Katsina va entrar en el seu període de major prosperitat al segle xviii. A més de ser l'estat comercial haussa líder, va reemplaçar a Tombuctú (Tombouctou) com el principal centre d'Àfrica Occidental d'Estudis Islàmics. Més tard al mateix segle, les guerres amb Gobir, un estat haussa al nord-oest, van marcar l'inici de la decadència de Katsina.
Pastors fulanis es van establir en Katsina al segle xv, i el 1804 el líder de la gihad, Usman Dan Fodio, van encapçalar una revolta (a partir de Gobir) en contra dels senyors haussa. El líder fulani Umaru Dallaji va capturar la ciutat de Katsina el 1806 i va ser nomenat el primer emir de Katsina amb seu a la ciutat de Katsina. L'emirat era dependent del sultà de Sokoto (una ciutat a 258 quilòmetres a l'oest), però de fet era independent sota el seu emir local. Molts dels nobles haussa i de la població va fugir a Dankama (40 quilòmetres al nord-est), Tassawa (Tessaoua) i Maradi, a Níger, on van proclamar un estat haussa anomenat també Katsina (o Katsina-Maradi). Les seves incursions van durar tot el segle xix i van debilitar a l'emir fulani i a la ciutat de Katsina (que va ser superada per Kano).
En 1903 emir de Katsina va prometre lleialtat als governants britànics del nord de Nigèria. Quan els britànics i francesos van establir l'actual frontera del Níger i Nigèria en 1904, l'emirat de Katsina va ser reduït de grandària i integrat a la província de Kano. Gran part del seu antic territori està ara a l'estat de Katsina. El 2 de gener de 1905 Yero Dan Musa va substituir com emir a Abu Bakr dan Ibrahim i va governar més d'un any i mig fins que fou imposat Muhammad Dikko dan Gidado (novembre de 1906) que va iniciar una nova branca dinàstica i va reconèixer el protectorat britànic al que l'altra branca era hostil.
Muhammad Dikko va morir el 29 de gener de 1944 i el 8 d'agost de 1944 el va succeir el seu fill Uthman Nagogo dan Muhammad Dikko. La tradició cultural va seguir amb la fundació de les universitats Umaru Musa Yar'adu i la Universitat de Katsina. Utham Nagogo va morir el 19 de març de 1981 sent designat nou emir el seu fill Kabir. Mort aquest el 8 de març de 2008, el governador de l'estat va designar nou emir el dia 13 a Alhaji Abdulmumini Kabir Usman.

## Bandera
La bandera de l'emir per vehicle és blanca i al cantó porta la inscripció "Katsina Emirate" (en dues línies i color negre) en anglès o en caràcters aràbics (sembla que hi ha exemplars en que només hi diu Katsina en una sola línea i color negre). La bandera de l'emirat és verda (com verda era la bandera entregada per Usman Dan Fodio als seus dotze lloctinents), portant a la part superior central una mitja lluna (amb les puntes cap al vol) i una espasa; sota això hi ha el nom de Katsina en caràcters aràbics, i sota el nom en caràcters llatins; totes les carregues són de color blanc.

## Llista de sobirans
Dinastia Durbawa
- Kumayau, primer sarkir, net del llegendari Bayajida
- Sarkirs, vers 1100- <1500
- Sanau abans de 1500

Dinastia Wangara (sarkins)
- Kurau vers 1500
- Dos successors
- Muhamma da-Korau (mort vers 1541/1542)
- Ali Marabus vers 1554-1568
- Muhammad Toyo Rero 1568-1572
- Ali Karya Giwa 1572-1585
- Uthman Tsagarana 1585-1589
- Ali Jan Hazo I .1589-1595
- Muhammad Maisamazagudu 1595-1612
- Ali Jan Hazo II 1612-1614
- Maje Ibrahim 1614-1631
- Abdul-Karim 1631-1634
- Ashafa 1634
- Ibrahim Gamdu 1634-1644
- Muhammad Wari I 1644-1655
- Sulayman 1655-1667
- Uthman Nayi-Nawa 1667-1684
- Muhammad Toyo Rero II 1684-1701
- Muhammad Wari II Yanka Dari 1701-1704
- Muhammad dan Wari Uban Yari 1704-1706
- Karya Giwa II 1706-1715
- Jan Hazo III Bakki dan Muhammad Wari 1715-1728
- Tsagarana Hasan dan Muhammad Toya Rero 1728-1740
- Muhammad Kabiya Wari Mai Kere dan Uthman 1740-1750
- Tsagarana Yahya 1750-1751
- Karya Giwa III Dubane dan Jan Hazo 1751-1758
- Muhammad Wari III 1758-1767
- Karya Giwa IV 1767-1784
- Gida Agwaragwi Mai Kere dan Tsagarana 1784-1801
- Tsagarana Gwozo dan Tsagarana 1801
- Bawa dan Gima 1801-1804
- Mare Mawa Mahmud dan Tsagarana 1804-1805
- Magajin Halid 1805-1807

Dinastia Dallazawa (emirs)
- Malam Umar Dallaji 1806-1835
- Siddiq dan Umaru 1835-1844
- Muhamman Bello dan Umaru 1844-1869
- Ahmad Rufai dan Umaru 1869-1870
- Ibrahim dan Muhamman Bello 1870-1882
- Musa dan Umaru 1882-1887
- Abu-Bakr dan Ibrahim 1887-1905
- Yero dan Musa 1905-1906

Dinastia Suliwaba
- Muhammad Dikko dan Gidado 1906-1944
- Uthman Nagogo dan Muhammad Dikko 1944-1981
- Kabir dan Uthman Nagogo 1981-2008
- Alhaji Abdulmumini Kabir Usman 2008-